# Elisa Muri
Elisa Muri (Opera, 10 giugno 1984) è un'ex pallavolista italiana.
Giocava nel ruolo di palleggiatrice.

## Carriera
La carriera di Elisa Muri inizia nelle giovanili del Bergamo nel 1997; nella stagione 2000-01 viene ingaggiata dalla Busto Arsizio, ma inserita nella squadra che disputa il campionato di Serie B2, dove resta per tre annate, giocando con la stessa squadra in Serie B1 nella stagione 2002-03. Nell'annata 2003-04 passa alla Libertas Volley Forlì, sempre in Serie B1.
L'esordio nella pallavolo professionistica, in Serie A1, avviene nella stagione 2004-05 con il neopromosso Airone, mentre nella stagione successiva gioca per l'Asystel di Novara, con cui si aggiudica i primi trofei, ossia la Supercoppa italiana e la Top Teams Cup. Per il campionato 2006-07 e quello 2007-08 difende i colori del Robursport Pesaro, sempre in massima divisione, con cui vince la Supercoppa italiana 2006, la Coppa CEV 2007-08 e lo uno scudetto.
Nell'annata 2008-09 viene ingaggiata dall'Esperia di Cremona, in Serie A2, categoria dove milita anche nella stagione 2009-10 con il Vicenza e in quella 2010-11 con il Forlì: al club romagnolo resta legata per due campionati.
Nella stagione 2012-13 si trasferisce in Germania, al Potsdam, militante in 1. Bundesliga, dove rimane per due annate, prima di ritornare in Italia nella stagione 2014-15, in Serie A1, acquistata dalla LJ di Modena.
Nell'annata 2015-16 si accasa alla neopromossa Cisterna, in Serie A2; nell'agosto 2017 annuncia il ritiro.

## Palmarès

### Club
- Campionato italiano: 1

2007-08
- Supercoppa italiana: 2

2005, 2006
- Top Teams Cup/Coppa CEV: 2

2005-06, 2007-08